# سميح شقير
سميح شقير فنان سوري، عرف بأغانيه الوطنية الثورية، قام سميح شقير بكتابة معظم أغانيه ولحنها جميعا ولم ينتسب سميح شقير إلى أي حزب سياسي بل بقي مستقلاً قدم العديد من الأغاني الإنسانية والثورية والعاطفية والسياسية وآخر أعماله كان قرص زماني الذي كتبه بموسيقا شرقية خالصة واعتمد الأسلوب الناقد الساخر ليكون صفعة للزمن الرديء. قدم سميح شقير العديد من الفنانين من أبرزهم الفنانة سهير شقير صاحبة الصوت الأوبرالي الحاد جدا ولحّن سميح شقير الموسيقى التصويرية للعديد من المسلسلات والمسرحيات أبرزهم ألحان مسرحية خارج السرب  للمرحوم الشاعر والكاتب محمد الماغوط، وكذلك للشاعر الفلسطيني الراحل محمود درويش. يعتبر سميح شقير الفنان الذي لم يتسنّ له تسجيل أعماله بشكل جيد وتوزيعها بشكل جيد إلا بعد أن عمّت شهرته من المحيط إلى الخليج. أهم أعماله الشعبية أغنية الأمل وأغنية الحصاد ومن أهم أعماله الثورية حصار بيروت، رمانة، الجولان ومن أهم أعماله اليسارية الثورية أغنية سانتييغو، أغنية شيفان، أغنية محجوب. قام بتسجيل أغنية "يا حيف وهي أشهر أغنية له على يوتيوب" بعد حدوث احتجاجات في سورية في 18 آذار. وصف ما حدث في مدينة درعا.

## مجموعاته الغنائية
1. لمن أغني (1983)
2. بيدي القيثارة (1984)
3. حناجركم (1985)
4. أغنية رمانة (1985)
5. وقع خطانا (1988)
6. زهر الرمان (1990)
7. زماني  (1998)
8. على الأيام (2009)
9. قيثارتان (2009)
10. يا باح ويا باح (2009) (عمل خاص بالأطفال)
11. مطر خفيف (مجموعة قدمت في دار الأوبرا في دمشق 2010، لكن لم تسجل)

## السيرة الذاتية
- 1982

- بدأ بتقديم أغانيه على المسارح العامة.
- شارك في المهرجان العالمي للأغنية الملتزمة في الجزائر.
- 1983

- أصدر مجموعته الغنائية الأولى (لمن أغني).
- أقام العديد من الحفلات الغنائية في سوريا ولبنان.
- 1984

- أصدر مجموعته الغنائية الثانية (بيدي القيثارة).
- أحيا في (لندن)(برايتون)(مانشيستر) أمسيات موسيقية بدعوة من مجلس بلدية لندن، ضمن فعاليات فنية مناهضة للعنصرية.
- 1985

- أصدر مجموعته الغنائية الثالثة (حناجركم).
- أحيا العديد من الأمسيات الغنائية في سوريا ولبنان.
- 1987

- أصدر مجموعته الغنائية الرابعة (وقع خطانا).
-قام بجولة في ألمانيا الغربية آنذاك في إحدى عشر مدينة ألمانية منها مثلا (هامبورغ) (دوسلدورف) (بوخم) (برلين) (شتوتغارت).
- 1988

- وبدعوة من دار الصداقة بموسكو أحيا حفلا غنائيا فيها.
- 1989

- شارك في مهرجان قرطاج الدولي وأحيا حفلات في سبع مدن تونسية وفي نفس العام شارك في مهرجان بصرى الدولي كما شارك في حفل غنائي (بباريس) بدعوة من جمعية حقوق الإنسان.
- 1990

- أصدر مجموعته الخامسة زهر الرمان.
- 1990-1994

- درس في معهد عال للموسيقى في (كييف) عاصمة أوكرانيا وفي هذه الفترة أقام عدة حفلات كبيرة في كل من موسكو وكييف وبيتربورغ مع فرقته الموسيقية التي حضرت من سوريا وبمرافقة فرقة باليه أوكرانية (زلتيه فاروتا) التي رقصت على موسيقاه.
- 1994

- عاد إلى سوريا وحقق موسيقات تصويرية للعديد من المسرحيات والأعمال الدرامية التلفزيونية كما قدم عدة أمسيات غنائية في دمشق وبيروت.
- بدعوة من هيئة موسيقية متخصصة (فيللا موزيكا) الألمانية ومقرها في مايتر أحيا الفنان سميح شقير مع فرقته أمسيات موسيقية بحته وذلك في ثلاث مدن ألمانية.
- 1998

- أصدر مجموعته الغنائية السادسة زماني وخصها بعدد من الأمسيات في عدد من المراكز الثقافية في احتفالات يوم المسرح العالمي وفي الاحتفال الخاص بعيد الموسيقى.
- استمر بتحقيق العديد من الموسيقات التصويرية للمسرح والتلفزيون.
- كما أقام حفلا غنائيا في مدينة سيدني الأسترالية للجالية العربية هناك.
- 2000

- كما شارك في المهرجان العالمي للحرية في مدينة كولن الألمانية وذلك في الاستاد الرئيسي وأمام ما يزيد عن 60 ألف متفرج.
- 2001

- كما أقام أمسيات غنائية في الوليات المتحدة الأمريكية في كل من ولاية تكساس ولويزيانا.
- وبدعوة من الجالية العربية في (فيترويللا) أحيا الفنان شقير أربع حفلات غنائية في كل من باريناس وماركايفو وفالينسيا وجزيرة مرغريتا.
- أنجز مجموعتان غنائيتان للأطفال (تنورة) و (تفاحة).
- وضع موسيقى لفيلم سينمائي طويل (الطحين الأسود).
- 2002

- أحيا سميح شقير مجموعة من الحفلات الكبيرة والجماهيرية في دمشق والمحافظات السورية في الساحات العامة والملاعب الرياضية.
- كما شارك في حفل تضامني كبير في قصر اليونسكو في العاصمة اللبنانية بيروت.
- وأحيا مع فرقته الموسيقية أمسية غنائية في مسرح المدينة ببيروت.
- شارك الفنان في مهرجان جرش للثقافة والفنون.
- ويستعد الفنان سميح شقير لإحياء حفلة بدمشق خلال شهر 8 من نفس العام.
- اختتم في الملعب البلدي في مدينة حماة فعاليات مهرجان الربيع وبحضور جماهيري لافت.
- حفل كبير في الملعب البلدي في مدينة السويداء.
- حفلة في قصر الفيحاء بدمشق احتفاءً بجدارية المدن الفلسطينية.
- حفل غنائي في المركز الثقافي في جبلة بدعوة من جمعية عاديات جبلة.
- في مسرح الأرينا في الجامعة الأهلية بعمان أحيا حفلاً كبيراً ووسط حضور كثيف.
- 2003

- حفل في إحدى ساحات السويداء وفي ظروف جوية خاصة (تحت الثلج).
- حفل في قلعة حلب.
- حفل ولقاء مع سياح ومثقفين هولنديين قدموا إلى دمشق وبدعوة من مركز الدراسات الهولندي.
- حفل خاص بالمنتدى الاجتماعي بدمشق.
- 2004

- حفلين متتاليين في قصر الأونيسكو في العاصمة اللبنانية بيروت.
- حفل في جامعة كييف (أوكرانيا).
- حفل في البيت العربي (أوكرانيا).
- مشاركة في احتفالية المجلس الثقافي الجنوبي على مسرح قصر الأونيسكو (بيروت).
- حفل على مسرح الأرينا في عمان.
- حفل غنائي ضمن فعاليات المهرجان الثقافي الأول بجبلة.
- حفل في قصر الأونيسكو وآخر في الجنوب ضمن احتفالات الحزب الشيوعي اللبناني.
- 2005

- حفل غنائي في برشلونة ضمن مهرجان المنتدى الاجتماعي المتوسطي.
- مشاركة في مهرجان (مورس) في غرب إسبانيا.
- حفل غنائي في نادي الفنانين الهولنديين (الكرينغ) في امستردام.
- حفل نائي في برلين وآخر في مدينة لايبزيغ (ألمانيا).
- 2006

- افتتاح وختام مهرجان الرباط الدولي للسينما.
- إصدار الديوان «نجمة واحدة» الشعري وعمل حفلي توقيع للديوان في دمشق وعمان.
- حفل غنائي في صالة الزهراء بدمشق.
- مشاركة في مهرجان إيقاعات الخريف في رام الله عبر الأقمار الصناعية.
- 2007

- مشاركة في مهرجان فلسطين الدولي في رام الله عبر الأقمار الصناعية.
- التأليف الموسيقي لفيلم للأطفال «من العين إلى القلب».
- أمسية موسيقية شعرية في أتيلييه موديولار بدمشق.
- 2008

- حفل في السويد (يوتيبوري) بدعوة من البيت الفلسطيني.
- حفل في إستاد رياضي في عمان (المقابلتين).
- 2009

- حفل خاص بالجولانيين وفلسطينيي الداخل.
- حفل في مدينة السلمية في سوريا.
- إصدار ثلاثة ألبومات غنائية (قيثارتان) (على الأيام) وللأطفال (يباح يباح).
- 2010

- حفل دار الأوبرا بدمشق مع أوركسترا اوركيديا وعرض باسم (مطر خفيف).
- حفل في قاعة الأرينا في عمان.
- حفل بمناسبة 17 نيسان بدعوة من (موسيقى الطريق).
- حفل باسم (هيك شي) في المقهى الثقافي (تاء مربوطة) ببيروت.
- 2011

- حفل في مسرح أديار في باريس.
- إصدار أغنية (يا حيف) مع بداية الثورة السورية.
- حفل في العاصمة الفنلندية بدعوة من جمعيات المجتمع المدني.
- حفل في (فيينا) النمسا.
- حفل في مسرح فيلارد قرب باريس.
- 2012

- جولة فنية في عدة ولايات أمريكية (لوس أنجلس) (شيكاغو) (ديترويت) (نيوجرسي).
- حفل في (لندن).
- حفل في (أمستردام) بدعوة من نقابة الفنانين الهولنديين.
- حفل في (بون) في ألمانيا بالتشارك مع الفنان الكردي المعروف (شيفان).
- حفل في برلين بدعوة من اتحاد الطلبة السوريين.
- حفلين في السويد (ستوكهولم) و (مالمو) بدعوة من موسسة ري أورينت الثقافية.
- 2013

- إصدار مجموعة من الأغنيات عبر اليوتيوب.
- 2014

- حفلة في تونس (الحمامات) وإصدار عدد من الأغنيات.
- 2015

- حفل في معهد العالم العربي في باريس.
- 2016

- حفل تضامني مع الشعب السوري قرب باريس.
2025 
-حفل عيد نوروز في مدينة القامشلي 

## روابط خارجية رسمية
- وغنى الوطن مع سميح شقير - قناة القدس الفضائية